# Тонкие тела

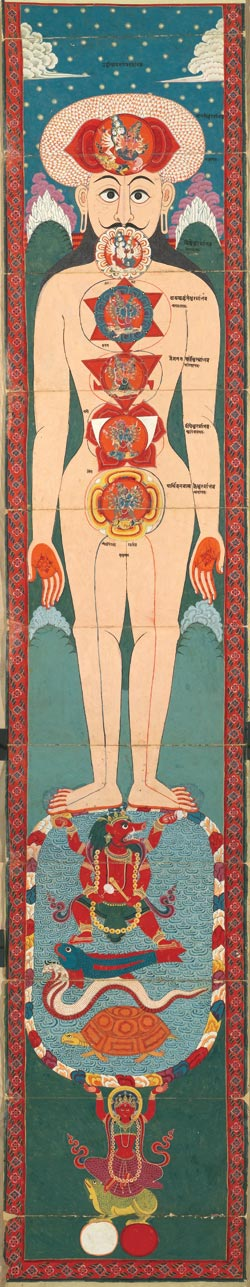
Тонкие тела и космос, Непал 1600

То́нкие тела́ (англ. subtle bodies) — устоявшееся название для обозначения невидимых (и не обнаруженных наукой) духовно-телесных оболочек человеческого тела, являющихся промежуточными слоями между душой (сознанием) и физическим телом .
Концепции тонких тел используются в различных практиках духовного развития и альтернативной медицины прежде всего в индуизме (йога и тантра), тибетском буддизме и даосизме. Некоторые исследователи отмечают наличие концепций тонких тел в иудаизме, неоплатонизме, суфизме, шаманизме и в других мистических и религиозно-философских системах.
Термин «тонкие тела» первоначально утвердился в английском языке в результате деятельности писателей теософского общества.
Любое упоминание тонких тел вне религиозного или философского контекста является псевдонаучным.

## История термина
В первоначальном значении тонкое тело — это перевод индийского философского термина sukshma sharira (сукшма шарира), относящегося к школе веданты.
Термин тонкие тела (англ. subtle bodies) появился в работах Елены Блаватской и получил дальнейшее развитие в произведениях писателей теософского общества: Чарлза Ледбитера, Анни Безант, Рудольфа Штайнера.
В настоящее время данным термином могут обозначаться концепции духовно-телесных оболочек присутствующие в различных религиях или философских учениях.
Некоторые исследователи религий признают термин тонкое тело проблемным из-за тесной связи с учениями теософского общества, писатели которого в своих произведениях сильно расширили первоначальную философскую концепцию.

## В неоплатонизме
В европейской философии концепция тонких тел была разработана и развита философами неоплатониками во II—VI веках нашей эры. Идея «проводника души» (ochêma pneuma) — части тела человека менее материальной чем физическое тело и более материальной чем душа встречается в работах Порфирия и Ямвлиха, а затем Прокла и Иерокла. На неоплатоников оказали влияние взгляды Аристотеля о пневме, состоящей по представлениям Аристотеля, из того же элемента, что и звёзды (эфир). В результате, в неоплатонизме закрепилось мнение о том, что тонкое тело состоит из той же субстанции, что и звёзды. Что в свою очередь, со временем, породило такие термины как астральное тело и эфирное тело .

## В индуизме
Первое наиболее полное описание концепции тонких тел в индийской философии появляется в тексте Тайттирия упанишады, относящейся, вероятно, к V или к IV веку до нашей эры. В этом трактате описывается пять постепенно утончающихся тел человека:
1. Анна-майя, тело, формируемое за счёт пищи (физическое тело);
2. Прана-майа, тело праны (жизненной силы);
3. Мано-майя, тело ума (вместилище «я»);
4. Виджняна-майя, тело сознания;
5. Ананда-майя, тело блаженства.

Спустя более чем тысячелетие в классической веданте присутствовала концепция трёх тел (грубое тело, тонкое тело и причинное тело), а тонкие тела Тайттирия упанишады стали называться оболочками (скрывающими истинное «я») — кошами. При этом, грубое тело соответствовало анна-майе коше, причинное тело — ананде-майе коше, а тонкое тело трём остальным кошам. Термин «тонкое тело» был взят из концепции трёх тел веданты теософами, и в настоящее время употребляется в отношении всех подобных духовно-телесных религиозных и философских концепций.

### Подход веданты и подход тантры
Классическая веданта, и тем более Адвайта-веданта Шанкары, признавала существование тонких тел, но не придавала им большого значения, рассматривая их, прежде всего, как препятствия на пути достижения единения с Брахманом. Такой же подход к телесности, как к основному духовному препятствию, был также характерен для адептов большинства бхактических направлений индийской религиозной философии.
Напротив, традиция сиддхов, возникшая в Индии в V веке нашей эры, рассматривала физическое тело и тонкие тела как основной инструмент духовного развития и основной объект приложения усилий в духовных практиках. Традиция сиддхов оказала значительное влияние на шиваитский и буддийский тантризм, в рамках которых были разработаны наиболее подробные концепции тонких тел, включающие в себя внутреннюю анатомию каналов (нади) и чакр, через которые циркулируют различные энергии, связанные с жизненной силой, сознанием и эмоциями. В тантризме считалось, что достижение просветления или освобождения происходит через культивирование и тренировку определенных процессов в тонких телах. Эта концепция культивирования тонкого тела сохранилась в наибольшей степени в натха-йоге и дала основу для современной йоги.

### Посмертное существование
Тонкое тело в индуизме может отождествляться с понятием дживы, то есть с понятием «живого существа». После смерти человека тонкое тело становится «телом наслаждения» (бхога шарира). Тело наслаждения циклически возрастает и уменьшается в бесконечным потоке рождений и смертей вокруг «ядра» бессмертной души.

## В теософии
Теософская концепция тонких тел была описана Еленой Блаватской в её произведениях (Тайная доктрина и Разоблачённая Изида) и развита её последователями. В теософских произведениях человек состоит из семи слоёв или оболочек, каждая из которых проникает и превосходит другую. Этим оболочкам были даны названия из европейских и индийских религиозных и мистических традиций. Считается, что каждое отдельное тонкое тело сформировано из материи-сознания, которая также включает в себя «план восприятия», с которого, как считается оно было извлечено. Например, ментальное тонкое тело (манас) описывается как сделанное из материала, составляющего ментальный план восприятия. Тонкая материя каждого «тела» отличается своей плотностью и энергетической структурой. Физическое тело понималось как созданное из тонкой материи в её наиболее плотной форме. Алиса Бейли опубликовала целую серию книг, известную как «Синие книги», в которых описывались сложные духовные практики и верования, основанные на теософской концепции семи тонких тел.
Теософская концепция семи тонких тел обычно включает:
1. физическое тело;
2. эфирное тело;
3. астральное тело;
4. ментальное тело;
5. причинное (каузальное) тело;
6. буддхическое тело;
7. атманическое тело[4].